# Jeanselme

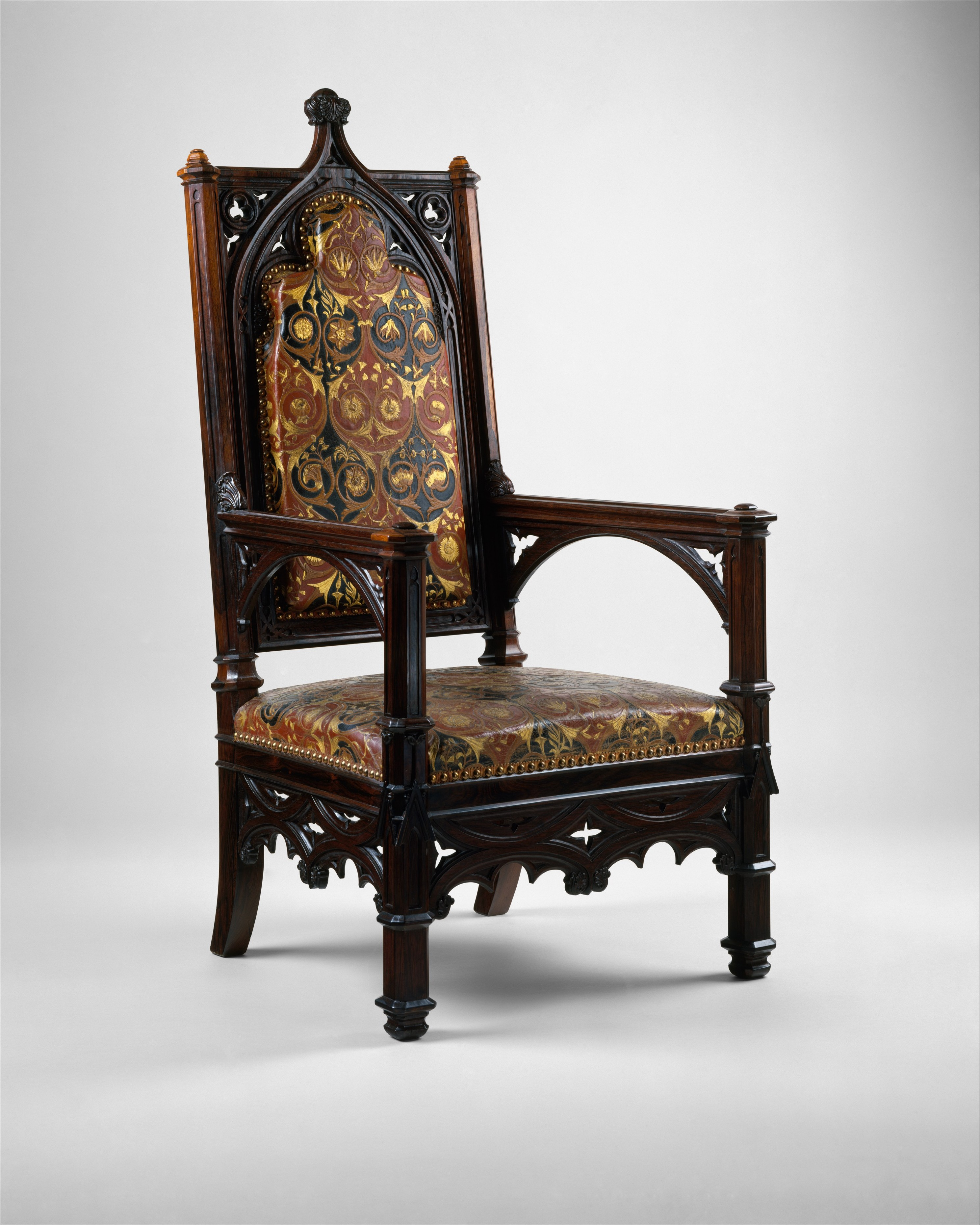
Chaise Jeanselme

Les Jeanselme sont une famille d'ébénistes parisiens. 
Joseph-Pierre François, né vers 1800 et mort à Lagny-sur-Marne en 1860 et son frère Jean Arnoux (1794-1870), fondent à Paris en 1824 une fabrique de fauteuils et de chaises. Le fils de Joseph-Pierre, Charles Joseph Marie (1827-1883), reprend l'entreprise. Son fils, Charles Joseph Henri (1856-1930) puis succède en compagnie de son neveu Jean-Pierre. 
La maison Jeanselme devient le fournisseur officiel des cours de Louis-Philippe et de Napoléon III.
L'entreprise ferme ses portes en 1930. 
Dans le roman de Jules Verne Paris au XXe siècle, les maisons Érard et Jeanselme fusionnent. 